# Месснер, Райнхольд
Райнхольд Андреас Месснер (нем. Reinhold Andreas Messner; род. 17 сентября 1944, Бриксен) — итальянский альпинист из немецкоговорящей автономной провинции Южного Тироля, Италия, первым совершивший восхождения на все 14 «восьмитысячников» мира, некоторые из них в одиночку.
Месснер — один из самых знаменитых альпинистов в мировой истории, путешественник, писатель. Пионер спортивного подхода к альпинизму, ввел в практику скоростные одиночные восхождения, сначала в Доломитовых Альпах, а затем и в районе Монблана. Стал первым альпинистом, покорившим все 14 восьмитысячников мира, одним из первых достиг семи высочайших вершин континентов, двух полюсов. Совершил рекордные восхождения в разных регионах: по южной стене Аконкагуа, Брич Уолл на Килиманджаро, по юго-западной стене на Мак-Кинли и др. Но главным образом он стал известен своими восхождениями в Гималаях.
С 1999 по 2004 год Месснер был депутатом Европейского парламента от северо-восточной Италии, входя в состав партии Федерация зеленых.
9 апреля 2010 года Райнхольду Месснеру вручён почётный Lifetime Achievement Piolet d’Or (Золотой ледоруб — самая престижная награда в альпинизме, вручаемая за выдающиеся достижения), второй в истории после Вальтера Бонатти (2009). Лауреат премии принцессы Астурийской (2018, совместно с Кшиштофом Велицким).

## Биография
Райнхольд Месснер родился 17 сентября 1944 г. в Южном Тироле. Родным языком Райнхольда был немецкий. Он с детства привык жить в условиях Альп. Окончил университет Падуи по специальности «архитектура». Первые восхождения совершил в студенчестве со своим братом в доломитовых Альпах.
Первое гималайское восхождение Месснер совершил в 1970 году на вершину Нанга-Парбат. И хотя формально оно было успешным, его омрачила трагедия — во время спуска погиб в лавине его родной брат Гюнтер, а у самого Райнхольда в результате обморожения были ампутированы семь пальцев на ногах. Тело Гюнтера Месснера было найдено 17 июля 2005 года тремя пакистанскими альпинистами. Было омрачено трагедией и второе восхождение Месснера на восьмитысячник: в 1972 году при восхождении на Манаслу (8136 м) погиб его напарник по связке.
В 1975 году Месснер совершил восхождение на Хидден-пик (8068 м) в Каракоруме.
В 1978 году вместе с Конрадом Ренцлером совершил первопроход диретиссимы по Брич-Уолл, достигнув вершины Килиманджаро через ледники Балетто и Алмазный всего за 12 часов. Изначально они планировали обычный поход по туристической тропе, но изменили планы, узнав о неудаче Роба Тейлора и Генри Барбера. По словам Месснера, ни за что на свете он бы не согласился повторить этот маршрут. В мае того же года вместе с Петером Хабелером поднялся без использования кислорода на Джомолунгму по классическому маршруту (с Южного седла по Юго-восточному гребню), а летом совершил одиночное бескислородное восхождение на вершину Нанга Парбат по западной (Диамирской) стене.
В 1979 году Месснер в альпийском стиле совершил восхождение на К2 по классическому маршруту (юго-восточное ребро Абруцци), а летом 1980 года одиночное бескислородное восхождение на Джомолунгму во время сезона муссонов (со стороны Тибета через перевал Северное седло и Северо-восточный гребень с выходом на вершину по кулуару Нортона). Об этом восхождении он написал книгу «Хрустальный горизонт» (переведена на русский в 1990 году, перевод Матвеенко В. А.).
Райнхольд Месснер о вершине Джомолунгмы (одиночное бескислородное восхождение 1980 года):

Опускаюсь на снег, от усталости тяжёлый, как камень. Отдохнуть хоть самую малость, забыть обо всем. Но здесь не отдыхают. Я выработан и опустошён до предела <…> Ещё полчаса — и мне конец <…> Облака вздымаются снизу вверх так, как будто земля под ними пульсирует. От усталости не только отяжелело тело, но мозг отказывается перерабатывать воспринимаемое. Мои ощущения больше не различают верха и низа.
Что, уже вечер? Нет, сейчас 16 часов. Пора уходить. Никакого ощущения величия происходящего. Для этого я слишком утомлён. И однако же этот момент приобретёт для меня впоследствии особое значение, станет в некотором роде заключительным аккордом. Может быть, именно он укрепит во мне мысль, что я — Сизиф, что я всю жизнь могу катить вверх мой камень, то есть самого себя, не достигая вершины, поскольку не может быть вершины в познании самого себя.

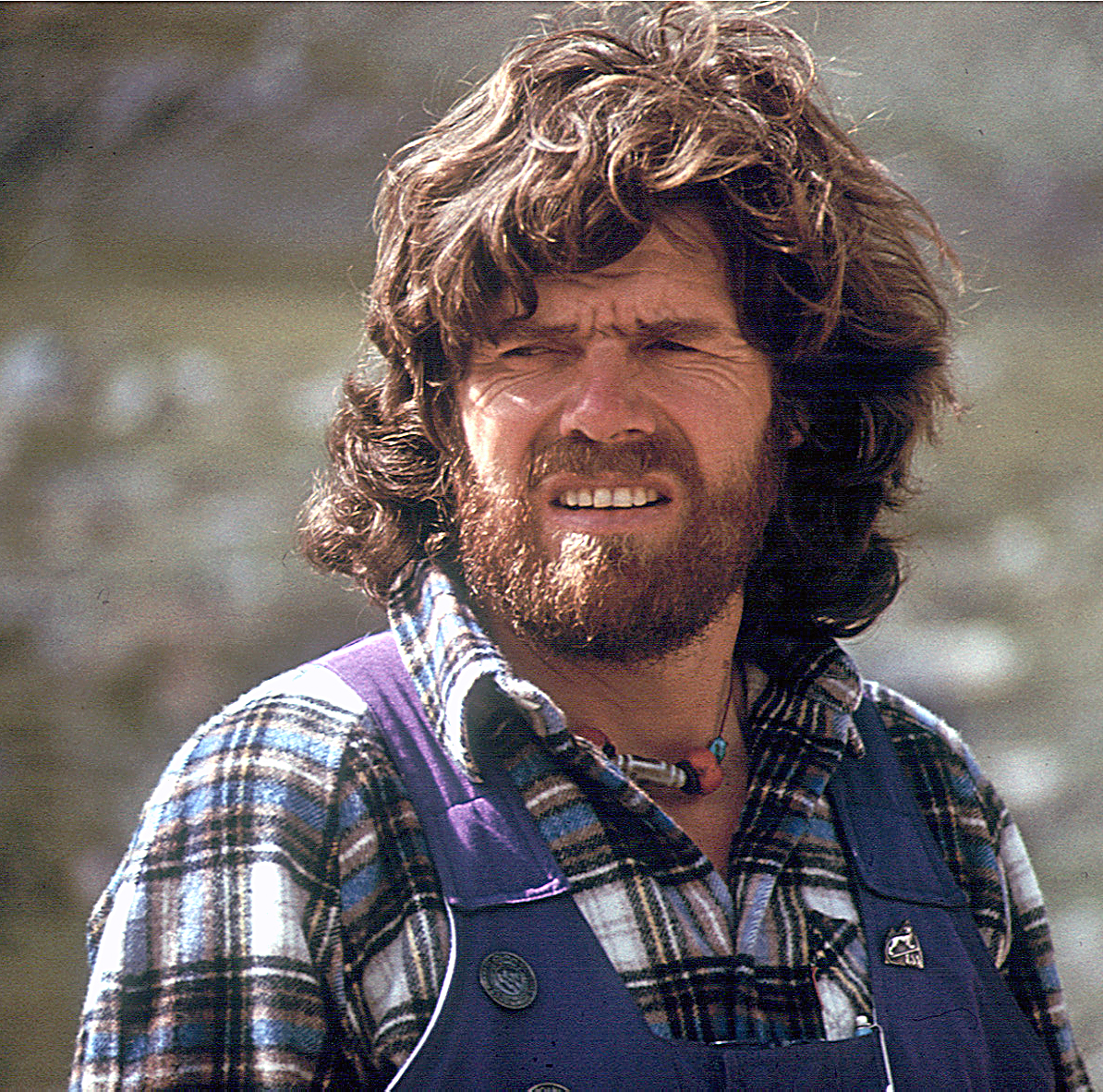
1985 год

В 1981 году он покорил Шиша-Пангму (8013 м), а в следующем, 1982 году поднялся сразу на три восьмитысячника: Канченджангу (8586 м), Гашербрум II (8035 м) и Броуд-пик (8047 м). В мае 1983 года Месснер взошёл на Чо-Ойю (8201 м), а в 1984 году совершил повторные восхождения на Хидден-пик и Гашербрум-II, пройдя траверс этих двух восьмитысячников. В 1985 г. Месснер покорил ещё два восьмитысячника в непальских Гималаях — Аннапурну (8091 м) и Дхаулагири (8167 м). Последними в списке 14 восьмитысячников Месснера стали осенью 1986 года Макалу (8481 м) и Лхоцзе (8516 м).
Когда он спустился с последнего восьмитысячника (Лхоцзе), за плечами 43-летнего восходителя было более 3000 восхождений, около 100 первовосхождений, 24 экспедиции на высочайшие вершины мира, ряд уникальных соло-восхождений.
После того как вершины были им покорены, Месснер решил заняться преодолением пустынь. Он пересёк Антарктиду, Гренландию, пустыню Такла-Макан в Китае, достиг Северного и Южного полюсов, в 2004 году прошёл 2000 километров через пустыню Гоби, и не собирается на этом останавливаться.
В 1996 году Райнхольд побывал на Алтае, однако из-за погодных условий подняться на высшую точку этой горной системы не смог.
В настоящее время проживает в средневековом замке-крепости Юваль в Южном Тироле, который купил за бесценок и полностью отреставрировал. В замке Месснер открыл свой первый из шести существующих музеев Messner Mountain Museum (МММ), посвящённых истории альпинизма и освоению гор в частности. Ещё пять расположены также в исторических местах: в Больцано (Фирмиан (Firmian)), в Зёльдене (Ортлес (Ortles)), на вершине горы Монте-Рита (Доломитес (Dolomites)), на вершине горы Кронплатц (Коронес (Corones)) и в городке Брунико (Рипа (Ripa)).

## Избранная библиография

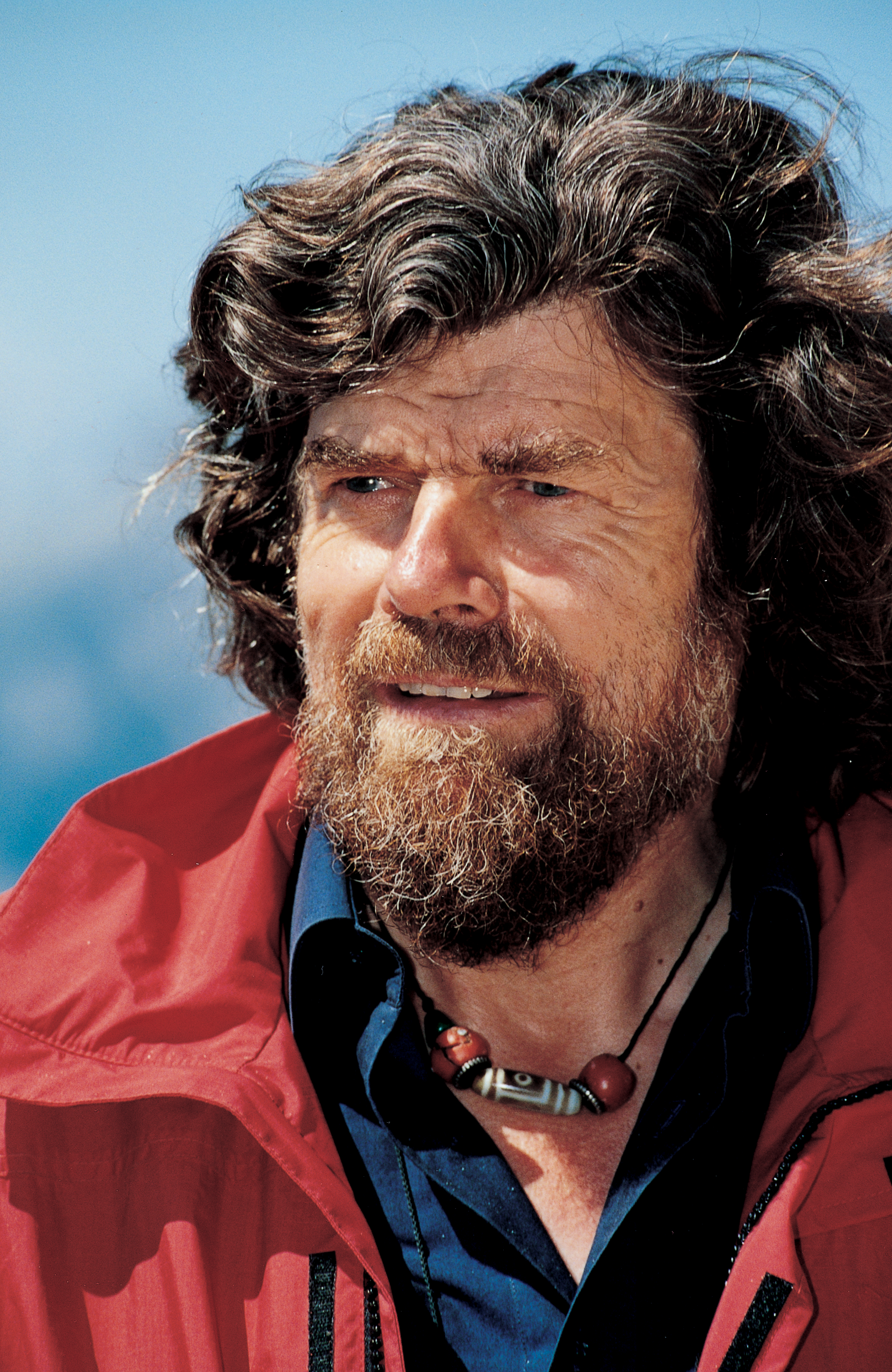

Месснер не только покоритель гор, но и большой их популяризатор. Он издал более 70 книг. На русский язык переведены три: 1. «Хрустальный горизонт» (1990; о первом соло-восхождении на Эверест, 1980; переиздание, доработанное Месснером и в новом переводе, — «Хрустальный горизонт. Эверест соло» (2020)). 2. «Белое одиночество. Мой долгий путь на Нанга-Парбат» (2003). 3. «Письма из Гималаев» (2023).
- Die Rote Rakete am Nanga Parbat (Красная ракета на Нанга Парбате), Munchen, 1971.
- Der Nackte Berg. Nanga Parbat — Bruder, Tod und Einsamkeit (Голая гора. Нанга Парбат — Брат, смерть и одиночество), 1978.
- Solo Nanga Parbat. New York/London, 1980.
- Die Weisse Einsamkeit. Mein langer Weg zum Nanga Parbat (Белое одиночество. Мой долгий путь к Нанга Парбат), Munchen,2003.
- Diamir (Nanga Parbat) — Der Schicksalberg (Гора судьбы), 2004.
- Sturm am Manaslu. Drama auf dem Dach der Welt (Штурм Манаслу. Драма на крыше мира), 1973.
- Der leuchtende Berg (Сияющая гора Гашербрум), Munchen, 1975.
- K2. Chogori Der Grosse Berg (Чогори. Большая гора), 1979.
- K2: Mountain of Mountains (K2. Гора всех гор), London/New York, 1981.
- Everest: Expedition to the Ultimate (Эверест: экспедиция к пределу), New York/London, 1979.
- Everest Solo (англ. издание The Crystal Horizon: Everest — The First Solo Ascent (Хрустальный горизонт), 1980.
- The Goddess of Turquoise. The way to Cho Oyu (Бирюзовая богиня. Дорога к Чо-Ойю), 2007.
- G I und G II. Herausforderung Gasherbrum (Вызов Гашербрума), Munchen, 1984.
- Annapurna. Expedition in die Todeszone (Аннапурна. Экспедиция в зону смерти), Munchen, 1985.
- The Big Walls: From the North Face of the Eiger to the South Face of Dhaulagiri (Большие стены: От северной стены Айгера к Южной стене Дхаулагири), New York,1985.
- Alle Meine Gipfel (Все мои вершины), Munchen, 1982.
- All Fourteen Eight-Thousanders (Все четырнадцать восьмитысячников), Seattle/London, 1988.
- Free Spirit: A Climber’s Life (Свободный дух: жизнь альпиниста), 1998.
- Gobi (Пустыня Гоби), 2005.
- Mein Leben am Limit (Моя жизнь на пределе: автобиография легенды альпинизма), 2005.
- Письма из Гималаев. Под редакцией Сергея Бойко, издательство Бомбора, 2022. ISBN 978-5-04-159902-7

## Фильмы о Райнхольде Месснере
- «Гашербрум — сверкающая гора» (реж. Вернер Херцог, 1984, ФРГ) — документальный фильм о восхождении 1984 года.
- «Нанга-Парбат» (реж. Йозеф Вильсмайер, 2010 год, Германия) — фильм о восхождении 1970 года.
- «Месснер» (реж. Андреас Никель, 2012 год, Германия) — документальный фильм о Рейнхольде Месснере, в котором показана немалая часть его биографии — начиная с детских восхождений, успехов и трагедий на восьмитысячниках и заканчивая пересечением пустынь, Антарктиды.